# LGBT aux États-Unis
Pour un article plus général, voir Minorités sexuelles et de genre en Amérique.

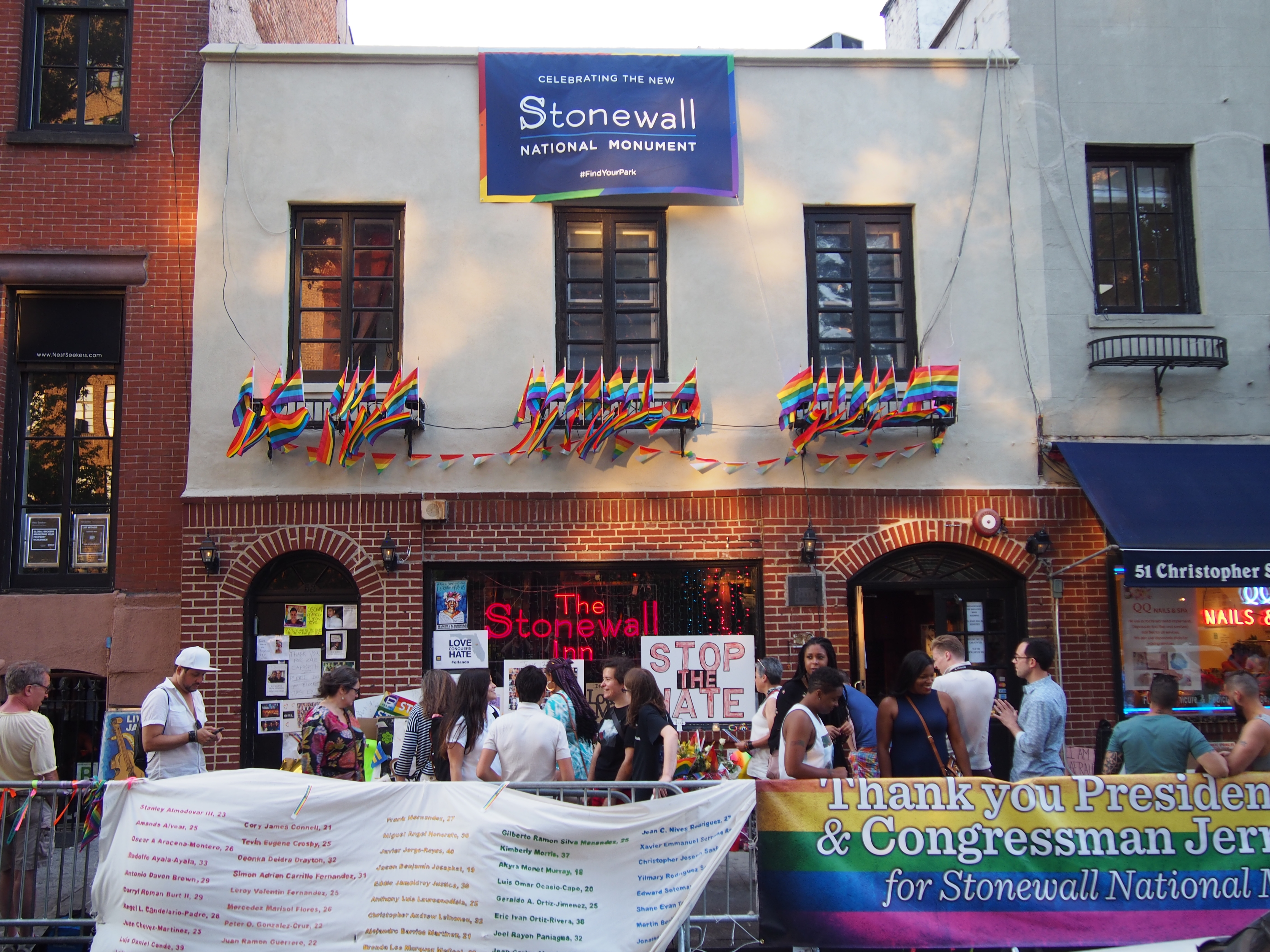
Le Stonewall Inn à New York, le berceau du mouvement LGBT,,

Les personnes lesbiennes, gays, bisexuelles et transgenres (LGBT) aux États-Unis ont une longue histoire, une vie culturelle dynamique et un miliantisme pour l'acceptation sociale et religieuses ainsi que des avancées légales.
Les émeutes de Stonewall de 1969 à New York sont souvent citées comme le début de l'ère moderne des droits civiques des homosexuels. La crise du sida dans les années 1980 a eu une grande influence sur les communautés gay et l'activisme. À la fin du XXe siècle, l'acceptation sociale a commencé à augmenter et les droits légaux ont suivi.
La politique militaire a été modifiée en 2011, permettant aux personnes LGB de servir ouvertement. Les conservateurs ont brièvement réussi à interdire le mariage homosexuel au niveau des États dans les années 2000, mais la Cour suprême des États-Unis a légalisé le mariage homosexuel dans tout le pays en 2015.

## Histoire

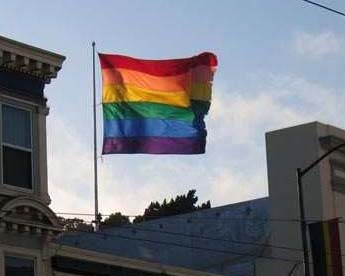
Drapeau de la fierté gaie arc-en-ciel survolant Castro Street, San Francisco, juin 2005.

Les personnes LGBT avaient une place sociale particulière dans les tribus amérindiennes de l' ère précolombienne. Dans le langage moderne, le terme bispirituel est souvent utilisé pour décrire les personnes LGBT amérindiennes. Les rôles sociaux des personnes bispirituelles varient d'une tribu à l'autre. À l'époque des réservations, les missionnaires chrétiens et les agences gouvernementales européennes ont dénoncé l'homosexualité et la variance des genres, obligeant les personnes LGBT à adopter des rôles sociaux et à s'habiller considérés comme appropriés, comme obliger les hommes à se couper les cheveux et à obliger les femmes à porter des robes. Bien que la violence et l'intimidation exercées par l'église et le gouvernement aient été dirigées de manière disproportionnée contre les Amérindiens, les personnes LGBT autochtones et non autochtones vivaient souvent dans la clandestinité pour éviter d'être incarcérées ou tuées parce que l'homosexualité était une infraction pénale,.
La première personne connue à se décrire comme une drag queen était William Dorsey Swann, né esclave à Hancock, Maryland . Swann a été le premier Américain enregistré à avoir engagé une action juridique et politique pour défendre le droit de se réunir de la communauté LGBTQ. Au cours des années 1880 et 1890, Swann organise une série de drag balls à Washington . Swann a été arrêté à plusieurs reprises lors de descentes de police, y compris dans le premier cas documenté d'arrestations pour usurpation d'identité aux États-Unis, le 12 avril 1888.
L'acceptation des LGBT s'améliore lentement au XIXe siècle et dans la première moitié du XXe siècle. Deux époques sont particulièrement vives : la Gay Liberation, dans les années 1960 et l'activisme contre le VIH/sida dans les années 1980. Un certain nombre d'écrivains, d'artistes et d'artistes ont reconnu publiquement leur homosexualité. Dans les années 1990, les médias populaires ont commencé à inclure des personnages homosexuels.
Les lois anti-sodomie sont déclarées inconstitutionnelles en 2003, ce qui rend légal dans tout le pays pour les adultes consentants d'avoir des relations sexuelles avec une personne du même sexe.
Les années 1990 a vu la montée du conservatisme social ainsi que deux restrictions fédérales majeures à l'égalité des homosexuels avec la politique militaire Don't Ask Don't Tell et la Defense of Marriage Act . "Don't Ask, Don't Tell" a été abandonné en 2011, et toutes les interdictions du mariage homosexuel ont été abandonnées en 2015.
Après sa réélection en 2024, le président Donald Trump lance une grande offensive contre les droits des personnes trans et contre la communauté LGBT+. Les personnes trans sont renvoyées de l'armée, les femmes trans sont exclues des sports féminins, l'administration supprime le marqueur X non binaire sur les passeports et bloque les procédures de changement de genre à l'état civil. S'inspirant du Projet 2025, l'administration menace également de couper les fonds fédéraux à toutes les institutions qui utilisent des mots comme LGBT, transgenre, inclusion ou équité. Cela a lieu dans le cadre d'une offensive conservatrice contre les minorités et ce que les conservateurs américains dénoncent sous le terme de « wokisme ». Même si toutes les législations proposées ne sont pas toutes adoptées et décrets promulgués sont ensuite combattus par les tribunaux, le climat de transphobie décomplexé et utilisé comme arme politique a des conséquences néfastes directes sur la vie des personnes trans aux États-Unis.
En février 2025, les références transgenres du site web du Stonewall National Monument sont supprimées à la suite des prises de position de Donald Trump, ainsi l’abréviation LGBTQ+ est réduite à LGB. Vivian Jenna Wilson, fille d'Elon Musk, critique cette décision considérant que c'est un effacement de l’histoire queer.

## Communautés

### Lesbienne
En 1955 à San Francisco, Del Martin et Phyllis Lyon fondent Daughters of Bilitis, membre du « mouvement homophile », pour créer une communauté lesbienne. L'organisation est à être un espace de vie et de militantisme pour les lesbiennes.
Au début des années 1970, les militantes lesbiennes créent leurs propres communautés et institutions, y compris des écoles d'autodéfense. Bon nombre de leurs activités sont distinctes du mouvement féministe plus large et du mouvement des hommes gais. À la fin des années 1970, le mouvement lesbien a diminué en raison de la récession économique et il s'est généralement intégré au mouvement gai plus large.

### Trans
Le Street Travestite Action Revolutionaries est fondé en 1970 par deux femmes trans, Marsha P. Johnson et Sylvia Rivera, à New York. Cette organisation vient en aide aux jeunes sans-abri et aux travailleurs du sexe.
Aux États-Unis, plus de 56 % des jeunes transgenres ont eu des idées suicidaires au cours de leur vie et 31 % ont fait au moins une tentative de suicide, selon l’Académie américaine de pédiatrie.

### Afro-Américains
L'existence d'une communauté LGBT afro-américaine spécifique s'explique par le contexte de ségrégation raciale et d'homogamie raciale très marqué aux États-Unis. Aussi la communauté LGBT afro-américaine peut être considérée comme un « sous-espace [LGBT] à l’intérieur de la communauté noire ».

### Autochtones
Nombreuses des communautés autochtones des États-Unis possèdent des rôles sociaux en-dehors de la norme hétérosexuelle, regroupés à partir des années 1990 sous le terme de bispiritualité.

### San Francisco
La communauté LGBT de San Francisco est l'une des plus importantes communautés LGBT des États-Unis et centre névralgique historique du militantisme LGBT aux côtés de New York.
Aussi, San Francisco est parfois surnommé « capitale gay du monde » et « la Mecque gay », et est décrite comme « la ville gay-friendly originale ».
La culture LGBT est également active au sein d'entreprises basées dans la Silicon Valley, située dans le sud de la baie de San Francisco.

## Conditions de vie

### Droits
Les droits des LGBT aux États-Unis évoluent au fil du temps et varient d'un État à l'autre. Les actes sexuels entre personnes du même sexe sont légaux à l'échelle nationale aux États -Unis depuis 2003, conformément à la décision de la Cour suprême des États-Unis dans Lawrence v. Texas .
Les lois anti-discrimination varient d'un État à l'autre. Le mariage homosexuel est légal dans tous les États, conformément à la décision de la Cour suprême des États-Unis dans Obergefell v. Hodges . Les crimes haineux fondés sur l'orientation sexuelle ou l'identité de genre sont également punissables par la loi fédérale en vertu du Matthew Shepard et James Byrd, Jr. Hate Crimes Prevention Act de 2009.
Les politiques d'adoption concernant les parents gais et lesbiennes varient également considérablement d'un État à l'autre. Certains autorisent l'adoption par des couples de même sexe, tandis que d'autres interdisent l'adoption à tous les « couples non mariés ».

### Présence médiatique
Les minorités sexuelles sont généralement décrites dans les médias américains comme étant ignorées, banalisées ou condamnées. L’expression d’« anéantissement symbolique » explique leur manque de caractérisation, car il ne correspond pas au style de vie blanc et hétérosexuel. Des émissions de télévision telles que The Ellen DeGeneres Show ou des séries telles que Modern Family montrent des personnes ouvertes sur leurs modes de vie non hétérosexuels. Dans la musique, des personnalités comme Sam Smith et Sia ont chanté des textes qui parlent de leurs émotions et de leur sexualité. Bien que les minorités sexuelles aient une place dans les médias, elles sont souvent encore limitées dans leurs représentations. Dans les émissions télévisés, si un personnage est gay, il s'agit souvent d’une personne très superficielle qui n’est présente que pour la comédie ou un retournement de l’intrigue. Cependant, l’idée de non-normativité s'est normalisée dans la société depuis l’intégration d’acteurs, de musiciens et de personnages de minorités sexuelles dans les médias.

### Violences
Selon le FBI, 18.6 % des victimes de crimes de haine commis en 2010 aux États-Unis l'on été à cause de leur orientation sexuelle.
Le 12 juin 2016, a eu lieu une fusillade à Orlando dans une boîte de nuit LGBT, faisant une cinquantaine de morts et plus de 50 blessés. L'auteur, un américain d'origine afghane, avait prêté allégeance à l' État islamique, qui a revendiqué ensuite l'attentat. Il s'agit, pour les États-Unis, du plus lourd bilan pour un massacre par arme à feu commis en temps de paix et l'un des crimes homophobes les plus graves de l'histoire américaine.